# Upproret 1088
Upproret 1088 utbröt efter Vilhelm Erövrarens död och rörde uppdelningen av hans landområden i England och Normandie mellan sönerna Vilhelm Rufus och Robert Curthose. Oroligheterna varade omkring 3-6 månader och inleddes påsken 1088.

## Bakgrund
Vilhelm hade på sin dödsbädd 1087 bestämt hur hans söner skulle ärva hans Normandie och det nyligen erövrade England. Hans äldste son Robert tilldelades hertigdömet Normandie och hans näst äldste fick kungariket England. För furstar och baroner som ägde landområden i både Normandie och England upplevde att detta kom att innebära en lojalitetskonflikt. Historieskrivaren Orderic Vitalis text om de normandiska stormännen:
Vad ska vi göra? Nu när vår härskare är död, har två unga män tillträtt och delat upp makten över England och Normandie. Hur kan vi rätt tjäna två herrar som är så olika och fjärran från varandra? Om vi värdigt tjänar Robert, hertig av Normandie förolämpar vi hans bror Vilhelm, och han fråntar oss våra intäkter och stora gods i England. Å andra sidan om vi lyder kung Vilhelm, kommer hertig Robert att beröva oss våra ärvda landområden i Normandie.
De beslutade sig för att gå samman för att avsätta unge kung Vilhelm Rufus och ena Normandie och England under en enda kung, unge hertig Robert. Rebellerna som leddes Vilhelm Erövrarens bröder Odo av Bayeux och Robert av Mortain, med Odo som den starkare och sammansvärjningens ledare. De var en samling av de mäktigaste baronerna i England, av de tio största jordägarna enligt Domesday Book, återfanns sex av dem bland rebellerna. De kom från så skilda håll som Kent styrt av Odo, till Northumberland, styrt av Robert de Mowbray, från Norfolk med Roger Bigod, och stormannen Roger av Montgomery från Shrewsbury. Rebellernas strategi var att anta att Robert skulle invadera från Normandie samtidigt som Odo och baronerna skylle starta striden i England.

## Upproret 1088
Under början av våren 1088 gick baronerna av på fälttåg för att skövla kungen och hans anhängares landområden. Sedan började att förstärka sina egna borgar och fylla dem med proviant, och väntade på kungens respons. Av någon anledning kom ingen respons, och de visste att de enkelt kunde fortsätta att plundra närliggande områden och bryta ned kungariket i anarki, en situation som kungen förr eller senare måste ta tag i. 
Vilhelm Rufus svar var tredelat. Först splittrade han sina fiender genom att lova de som ställde sig på hans sida så mycket pengar och land som de önskade. Sedan vände han sig till det engelska folket som helhet och lovade dem "de bästa lagar som någonsin funnits i detta land". Detta hade en positiv effekt och gav lokala garnisoner det stöd de behövde för att strida mot rebellerna. Slutligen angrep han dessutom rebellerna själv. Under en sex veckor lång belägring av Pevensey kunde han gripa rebelledaren, hans farbror, Odo av Bayeux.
Som ett lyckokast för Vilhelm Rufus, tvingades de trupper som Robert sänt från Normandie vända åter på grund av dåligt väder till havs. Då Rufus intog Rochester Castle, och i och med att Robert misslyckades med att komma dit, tvingades rebellerna att kapitulera och upproret var över.
De av Vilhelms baroner som varit lojala mot kungen bad om mildhet mot rebellerna. Orderic Vitalis säger till kungen:
...om du efterskänker din ilska mot dessa män [rebellerna] och välvilligt behåller dem hos dig, eller åtminstone låter dem avresa fredligt, kommer du kunna dra nytta av deras vänskap och tjänster i framtiden. Det kan vara så att den man som skadar dig, senare lyder dig som en vän.
Odo, tidigare den rikaste mannen i England, berövades sina egendomar och förvisades till Normandie, medan hans bror Robert av Mortain tilläts stanna i England och behålla sina gods. Robert de Mowbray fängslades på livstid. Roger av Montgomery hade övergett rebellerna efter löften om land och pengar. Vilhelm behöll pragmatiskt de adelsmän han behövde och avlägsnade de som han såg som ett hot.